# ژنتیک مصنوعی
ژنومیک مصنوعی شاخه‌ای نوظهور از زیست‌شناسی مصنوعی است که از جنبه‌هایی از مهندسی ژنتیک موجودات زندهٔ پیش‌ساخته یا سنتز ژن مصنوعی برای ایجاد DNA جدید یا حتی ساخت کامل یک موجود زنده بهره می‌برد.

## نمای کلی
ژنومیک مصنوعی برخلاف اصلاح ژنتیکی است، به این معنا که از ژن‌های طبیعی موجود در اشکال حیات خود استفاده نمی‌کند. ممکن است از سری جفت بازهای طراحی‌شدهٔ سفارشی استفاده کند، اگرچه در مفهومی گسترده‌تر و در حال حاضر تحقق‌نیافته، ژنومیک مصنوعی می‌تواند از کدهای ژنتیکی استفاده کند که از دو جفت باز دی‌ان‌ای که در حال حاضر توسط حیات استفاده می‌شوند، تشکیل نشده‌اند.
توسعهٔ ژنتیک مصنوعی با برخی توانمندی‌ها و فناوری‌های فنی نوین در حوزهٔ ژنتیک مرتبط است.
توانایی ساخت زنجیره‌های بلند از جفت‌باز به‌صورت ارزان، دقیق و در مقیاس وسیع، این امکان را برای پژوهشگران فراهم کرده است تا آزمایش‌هایی را بر روی ژنوم‌هایی که در طبیعت وجود ندارند انجام دهند. این پیشرفت، همراه با تحولات در مدل‌های تاشدگی پروتئین و کاهش هزینه‌های محاسباتی، باعث شده است که حوزهٔ ژنتیک مصنوعی وارد مرحله‌ای پُر بار و پُر رونق از فعالیت‌های علمی و عملی شود.

## تاریخچه
محققان برای اولین بار در سال ۲۰۱۰ توانستند یک ارگانیسم مصنوعی بسازند. این موفقیت توسط شرکت Synthetic Genomics, Inc. انجام شد که همچنان در تحقیق و تجاری‌سازی ژنوم‌های طراحی‌شده سفارشی تخصص دارد. این کار با سنتز ژنوم ۶۰۰ کیلوبایتی (شبیه به ژنوم مایکوپلاسما ژنیتالیوم، به جز درج چند واترمارک) از طریق روش مونتاژ گیبسون و نوترکیبی مرتبط با تبدیل انجام شد.

## فناوری دی‌ان‌ای نوترکیب
اندکی پس از کشف اندونوکلئازها و لیگازهای محدودکننده، حوزه ژنتیک شروع به استفاده از این ابزارهای مولکولی برای مونتاژ توالی‌های مصنوعی از قطعات کوچکتر DNA مصنوعی یا طبیعی کرد. مزیت استفاده از رویکرد نوترکیبی در مقایسه با سنتز مداوم DNA، ناشی از رابطه معکوسی است که بین طول دی‌ان‌ای مصنوعی و درصد خلوص آن طول مصنوعی وجود دارد. به عبارت دیگر، با سنتز توالی‌های طولانی‌تر، تعداد کلون‌های حاوی خطا به دلیل نرخ خطای ذاتی فناوری‌های فعلی افزایش می‌یابد. اگرچه فناوری دی‌ان‌ای نوترکیب بیشتر در ساخت پروتئین‌های فیوژن و پلاسمیدها مورد استفاده قرار می‌گیرد، اما چندین تکنیک با ظرفیت‌های بیشتر پدیدار شده‌اند که امکان ساخت کل ژنوم را فراهم می‌کنند.

### مونتاژ چرخه‌ای با استفاده از پلیمراز

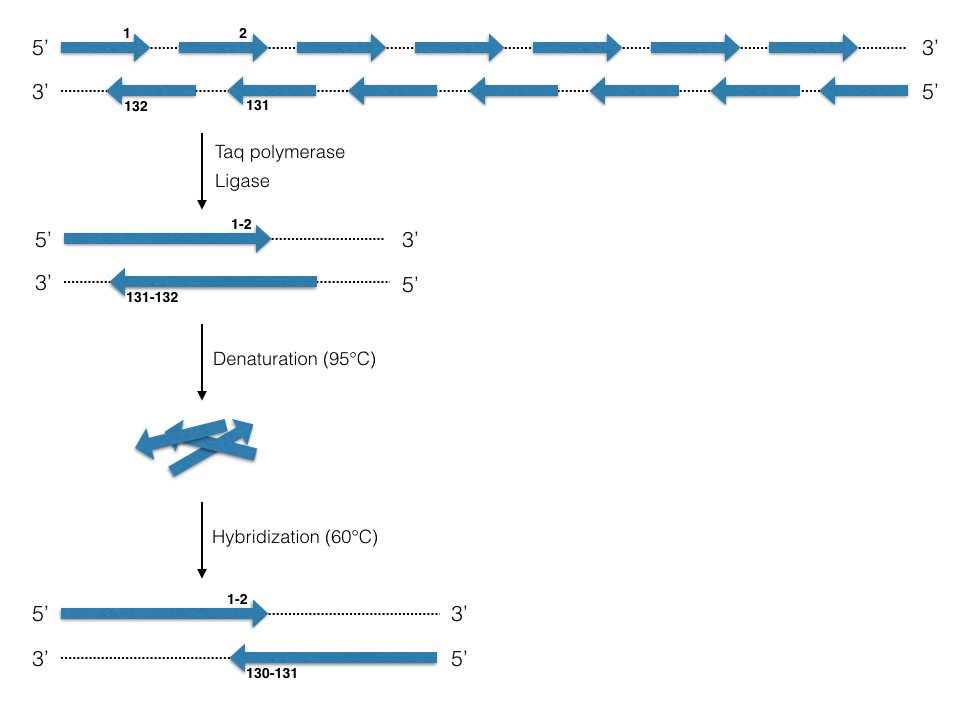
مجموعه دوچرخه‌سواری پلیمراز. فلش‌های آبی نشان‌دهنده الیگونوکلئوتیدهای ۴۰ تا ۶۰ جفت باز با نواحی همپوشانی حدود ۲۰ جفت باز هستند. این چرخه تا زمان ساخت ژنوم نهایی تکرار می‌شود.

مونتاژ چرخه‌ای با استفاده از پلیمراز (PCA) از مجموعه‌ای از الیگونوکلئوتیدها (یا الیگوها) به طول تقریبی ۴۰ تا ۶۰ نوکلئوتید استفاده می‌کند که در مجموع هر دو رشتهٔ DNA مورد نظر را تشکیل می‌دهند.
این الیگوها به‌گونه‌ای طراحی می‌شوند که هر الیگو از یک رشته، دارای حدود ۲۰ نوکلئوتید مکمل در هر انتها است که با دو الیگو متفاوت در رشتهٔ مقابل همپوشانی دارند. این طراحی موجب ایجاد ناحیه‌های همپوشان میان الیگوها می‌شود.
کل مجموعه طی چندین چرخهٔ زیر پردازش می‌شود:
1. هیبریدسازی (جفت شدن) در دمای ۶۰ درجه سانتی‌گراد
2. طویل‌سازی توسط تک پلیمراز پلیمراز و یک لیگاز استاندارد
3. دناتوراسیون در دمای ۹۵ درجه سانتی‌گراد

در طی این چرخه‌ها، رشته‌های بلندتر و پیوسته‌تری شکل می‌گیرند و در نهایت، ژنوم کامل ساخته می‌شود. از روش PCA برای ساخت اولین ژنوم مصنوعی در تاریخ استفاده شد؛ ژنوم ویروس Phi X 174.

## فرم کامپیوتری
در آوریل ۲۰۱۹، دانشمندان مؤسسه فناوری فدرال زوریخ از ایجاد اولین ژنوم باکتریایی جهان به نام Caulobacter ethensis-2.0 خبر دادند که کاملاً توسط کامپیوتر ساخته شده است، اگرچه هنوز گونهٔ مرتبط و قابل دوامی از C. ethensis-2.0 وجود ندارد. علاوه بر طراحی مصنوعی، این تیم از الگوریتم‌های کامپیوتری پیشرفته برای ترسیم کل ساختار ژنوم و بهینه‌سازی آن برای پایداری و عملکرد استفاده کرد. اگرچه خود باکتری هنوز با موفقیت ایجاد نشده است، اما این دستاورد گامی بزرگ به سوی هدف تولید ارگانیسم‌های کاملاً مصنوعی است. توسعه C. ethensis-2.0 نمونه‌ای از پتانسیل ژنومیک مصنوعی برای ایجاد انقلابی در بیوتکنولوژی است و امکاناتی را برای میکروارگانیسم‌های سفارشی در زمینه‌هایی مانند پزشکی، انرژی و علوم محیطی ارائه می‌دهد.